# Willem Jacobus Eijk
Williem Jacobus „Wim” Eijk (Duivendrecht, 1953. június 22. –) holland római katolikus pap, az Utrechti főegyházmegye érseke, bíboros. Egyházi pályafutása előtt orvosként dolgozott; papként az orvosi etikát tette tudományos tanulmányai középpontjába.

## A kezdetek, tanulmányai
Eijk az Amszterdami Egyetemen tanult orvostudományt, és 1978-ban szerzett diplomát. 1978-ban és 1979-ben belgyógyász orvosként dolgozott. A kerkradei Rolduc szemináriumban készült a papságra. 1979-től kezdve teológiai képzését összekapcsolta a Leideni Egyetemen folytatott orvosi etikai tanulmányaival. 1985-ben szentelték pappá és inkardinálták a Roermondi egyházmegyébe. Ezután a vanlo-blericki Páduai Szent Antal plébánián kezdett dolgozni mint kurátor.
1987-ben orvosi doktori címet szerzett a Leideni Egyetemen, az eutanáziáról írt disszertációjával. 1990-ben az Aquinói Szent Tamás Pápai Egyetemen filozófiából doktorált Az emberi lények géntechnológiájának etikai problémái című disszertációjával. A doktori címet 1990-ben szerezte meg. Eijk a római Lateráni Pápai Egyetemen szerzett mesterdiplomát és teológiai doktori címet is. Ezzel párhuzamosan erkölcsteológiát tanított a rolduci szemináriumban. 1996-tól Eijk a svájci Luganóban a pápai teológiai kar erkölcsteológia professzora volt. 1997 és 1999 között a Nemzetközi Teológiai Bizottság tagja volt.

## Püspök és érsek
Eijket 1999. július 17-én nevezték ki a Groningen-Leeuwardeni egyházmegye püspökévé és november 6-án szentelték püspökké. Jelmondatául a Noli recusare laborem („Ne utasítsd el a munkát”) mondatot választotta, amely Tours-i Szent Márton utolsó szavaiból származik. Püspökként a korábbi gyakorlathoz képest korlátozta a laikusok szerepét az istentiszteleteken.
II. János Pál pápa 2004. augusztus 4-én a Pápai Életvédő Akadémia tagjává, 2005. március 23-án pedig az Akadémia kormányzótanácsának tagjává nevezte ki.
2001-ben Wim Eijk szubdurális hematómát szenvedett, amelyből teljesen felépült.
2007. december 11-én XVI. Benedek pápa kinevezte Eijket az Utrechti főegyházmegye érsekévé. 2008. január 26-án iktatták be az utrechti Szent Katalin-székesegyházban. Ő Szent Willibrord (658-739) 70. utóda az érseki székben.
2008 májusában Benedek pápa kinevezte Eijket a Kléruskongregáció tagjává.
Társszerkesztője volt a Katolikus orvosi etika kézikönyve: Felelős egészségügyi ellátás katolikus szemszögből című könyvnek, amely 2010-ben jelent meg.
2011-ben a Holland Püspöki Konferencia elnökévé választották.
XVI. Benedek pápa a 2012. február 18-i konzisztóriumon 21 társával együtt bíborossá kreálta. Címtemplomául a San Callisto-templomot jelölték ki. Április 21-én a Tanulmányi Intézetek Katolikus Nevelésügyi Kongregációja tagjává nevezték ki. Egyike volt azoknak a választó bíborosoknak, akik részt vettek a 2013-as konklávén, amely Ferenc pápát választotta.
Ferenc pápa 2014. február 6-án a Világiak Pápai Tanácsa tagjává nevezte ki.
2013 végén Ferenc pápa beleegyezett egy egynapos amszterdami látogatásba, amely város kimaradt II. János Pál pápa 1985-ös hollandiai látogatásából. A korábbi terveket Eijk állítólag azért akadályozta meg, mert a közvélemény lelkesedésének hiányára számított.
Urtecht érsekeként az egyházmegye 326 egyházközségének 48 területre történő átszervezését javasolta, követve az egész Európában tapasztalható mintát a templomok látogatottságának csökkenése miatt. Ehhez a tervhez a lakossági ellenállás ellenére ragaszkodott. Ezt mondta: „Amikor a pápával beszéltem, figyelmeztettem, hogy a régi egyházi struktúrák nem fognak létezni, mire nyugdíjba vonulok – és 2025-re templomaink kétharmadát kivonják az istentiszteletből.”

## Pozíciók

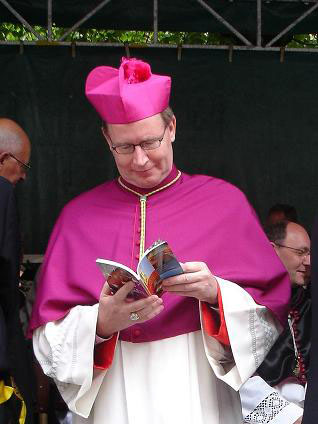
Monsignore Eijk, Groningen püspöke (2007)

2015 júniusában Eijk elrendelte Rhianna Gralike, Kelet-Flevoland és Észak-Veluwe Norbertus Egyházközség transznemű kincstárnokának eltávolítását az egyházközségi tanács tiltakozása ellenére.
2015-ben Eijket választották meg a Holland Püspöki Konferencia képviseletére az október családszinóduson. A szinódus előtt közzétett egy esszét, amelyben kijelentette, hogy azok a párok, akik anélkül kötnek új polgári házasságot, hogy korábbi házasságuk érvénytelenítését megkapták volna, „a strukturált és intézményesített házasságtörés egy formáját” jelentik. A szinódust követően Ferenc pápa Amoris laetitia című művének kritikusa lett. 2018-ban azt mondta, hogy a dokumentum „kételyeket vetett el” és azt mondta, hogy Ferenc pápának világosabban ki kellene mondania, hogy a házasság „egy és felbonthatatlan” és hogy a válás után újraházasodó katolikusoktól meg kell vonni a szentáldozás jogát.
2018 májusában, miután Ferenc pápa nem utasította el a Német Püspöki Konferencia azon javaslattervezetét, hogy bizonyos esetekben a protestánsok is részesülhessenek az Eucharisztiában a katolikus templomokban, Eijk azt írta, hogy Ferenc pápa nem védi „az Egyház világos tanítását és gyakorlatát” és hogy ez „az Igazságtól való eltávolodás felé való sodródást jelent.”
2022 novemberében arra kérte Ferenc pápát, hogy írjon enciklikát a nemek elméletéről. Kérésének részben eleget tett a Hittani Dikasztérium Dignitas Infinita című nyilatkozata.